# Варано, да
Да Варано (итал. Da Varano) — известный с XIII века старинный итальянский род.

## История

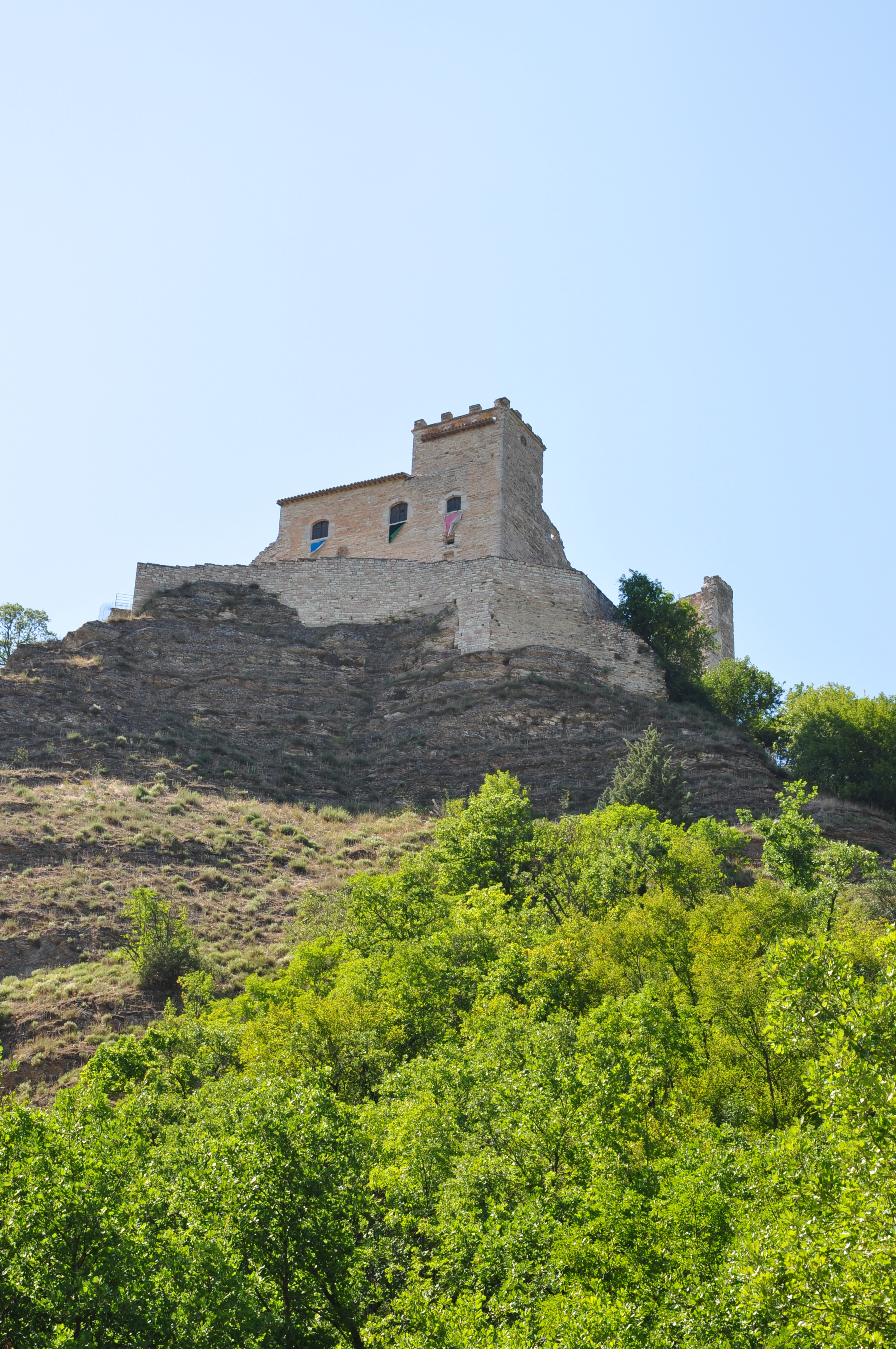
Цитадель Рокка Варано в Камерино

В 1231 году впервые упоминается Родольфо ди Джентиле да Варано, отец Аккорамбоно, ставший родоначальником семьи Аккорамбони, а также отцом Джентиле I. Восстановив Камерино, разрушенный в 1259 году полководцем короля Сицилии Манфреда Персивалем Дориа, предводитель гвельфов в Камерино Джентиле I после битвы при Беневенто 1266 года получил признание Святого престола в качестве синьора города.
Джентиле I умер в 1284 году, ему наследовали сыновья Родольфо и Берардо. Родольфо, сохраняя титул синьора Камерино, получил титул графа Кампанья Романа и должность капитана народа в Лукке. Берардо занимал должность капитана народа в Перудже, Пистойе, Флоренции и Болонье в период с 1292 по 1297 год, когда перешёл на службу Папской области, впоследствии был назначен капитан-генералом в армии Папы Бонифация VIII, который воевал с французским королём Филиппом IV. В 1314 году Родольфо умер, и Берардо в 1316 году стал синьором Камерино, а в 1319 году был назначен Папой Иоанном XXII маркизом Анкона. В связи с начавшимся периодом так называемого Авиньонского пленения пап, понтифик доверил Берардо охрану имущества Папского государства. В 1322 году он завоевал Урбино, Фано, Озимо и Реканати. В 1329 году Берардо умер.
Сын Берардо Джентиле II стал подеста Флоренции в 1312 году, после смерти отца занял место синьора Камерино (в 1332 году получил от Климента VI титул викария Камерино), состоял на службе Папской области с 1329 по 1342 годы, участвуя в военных операциях против гибеллинов и Священной Римской империи, умер в 1355 году в Камерино после большого рыцарского турнира.
Внук Джентиле II (сын рано умершего Берардо) Родольфо II стал гонфалоньером церкви (1355 год) и кондотьером, одним из наиболее известных капитанов своего времени. Семья тем временем расширила свои владения, которые включали, помимо Камерино и его окрестностей, значительные имения в долинах рек Кьенти и Потенца, а на отдельных территориях Умбрии представители семьи получили титулы папских викариев. В 1384 году он умер, не оставив прямых наследников. Ему наследовал брат Джованни, умерший в 1387 году и также не оставивший потомства. Власть перешла к последнему из братьев, Джентиле III, который в 1362 году по поручению Папы Урбана V вошёл в городское управление Рима (не позднее 1368 года стал сенатором), а в 1399 году умер, вследствие чего синьорию получил его сын Родольфо III (умер в 1424 году), а тому на смену пришёл его сын Джованни II.
В период с 1433 по 1434 год правление Джованни II было омрачено борьбой за власть с братьями Джентиле, Пандольфо, Берардо и Пьером Джентиле (Родольфо III имел сыновей от двух жён — Элизабетты Малатеста и Костанцы Смедуччи). Имели место вендетты, братоубийства и политическая борьба, а последовавший за ними заговор горожан против семьи как таковой положил конец её власти в Камерино. Самого Джованни весной 1434 года зарубили во дворце плотницким топором подосланные братьями наёмные убийцы.

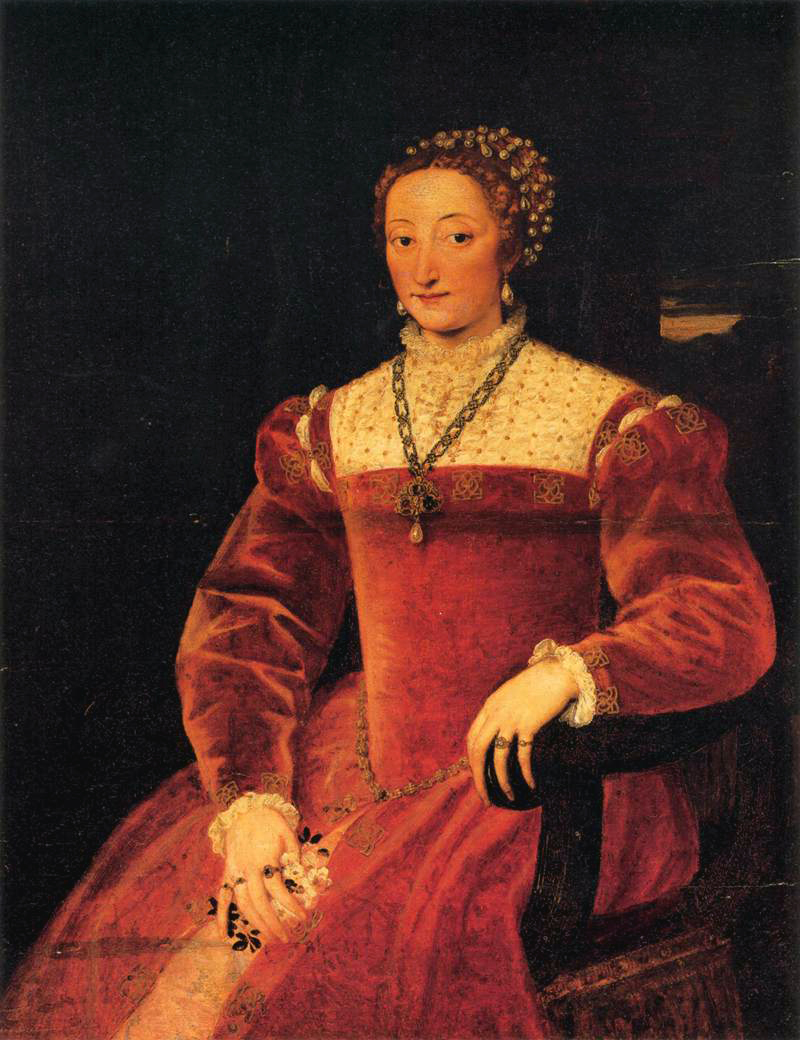
Портрет Джулии Варано кисти Тициана (1545—1547 гг.)

В этих перипетиях выжили сын Пьера Джентиле I Родольфо IV и сын Джованни II Джулио Чезаре, который во время событий в Камерино, завершившихся смертью его отца, находился ещё в младенческом возрасте. Его тётя, вдова Никколо Тринчи Тора Тринчи, спасла ребёнка от разгневанных жителей Камерино, спрятав его в кустах. В 1439 году, после гибели семьи Тринчи, Джулио Чезаре переправили в Фаэнцу, к другим родственникам. В 1444 году синьор Пезаро Алессандро Сфорца женился на дочери Пьера Джентиле и сестре Родольфо IV Костанце (1426—1447), а затем предоставил Родольфо IV и Джулио Чезаре управление городом Камерино. В 1502 году по приказу Чезаре Борджиа Джулио Чезаре был задушен шёлковой петлёй в цитадели Борджиа — Рокка ди Пергола, позднее участь отца разделили его сыновья Аннибале, Венанцио и Пирро, их останки в 1503 году были перенесены в Камерино. После смерти Папы Римского Александра VI сын Джулио Чезаре Джованни Мария восстановил власть в Камерино, подтвердив её в 1515 году герцогским титулом от Юлия II и Льва X. Джованни Мария умер в 1527 году, оставив единственную дочь, Джулию. Едва заступив место отца под опекой матери, Катерины Чибо (внучки Папы Иннокентия VIII и племянницы Льва X), Джулия столкнулась с вызовом своей власти со стороны Родольфо (внебрачного сына Джованни Мария) и Эрколе да Варано (последний принадлежал к феррарской фамильной ветви), которые попытались захватить герцогство. С помощью Гвидобальдо делла Ровере Катерина сумела защитить власть Джулии, которая в 1536 году вышла замуж за Гвидобальдо. Однако, в 1542 году Папа Павел III принудил Гвидобальдо отказаться от всех прав на герцогство Камерино и передал их своему родственнику Оттавио Фарнезе, который, тем не менее, предпочёл продолжать борьбу за Парму.
В последующие века в семье Да Варано было несколько литераторов и учёных. Последним представителем рода Да Варано ди Камерино стал Родольфо, умерший в 1882 году. Его дом унаследовал сын двоюродной сестры покойного, Альфонсо Винченти Марери, впоследствии он перешёл к его потомкам.

## Правители Камерино из рода да Варано (ок. 1259—1539)[19]
| Титул          | Имя            | Правление             | Супруга/супруг                                                          | Примечание                                                                           |
| Сеньор         | Джентиле I     | ок. 1259—1284         | Альтеруччия д’Альтино                                                   |                                                                                      |
| Сеньор         | Берардо I      | 1284—1325             | Эмма                                                                    |                                                                                      |
| Сеньор         | Родольфо I     | 1284—1316             | Галатея                                                                 | совместно с Берардо I                                                                |
| Сеньор         | Джентиле II    | 1325—1355             | Джентилеска                                                             | сын Берардо I                                                                        |
| Сеньор         | Берардо II     | 1335—1341             | Беллафьоре Брунфорте ди Сан Джинезио                                    | соправитель отца — Джентиле II                                                       |
| Сеньор         | Родольфо II    | 1355—1384             | Паолина ди Мольяно, Камилла Кьявелли                                    | сын Берардо II                                                                       |
| Сеньор         | Джованни I     | 1384—1385             |                                                                         |                                                                                      |
| Сеньор         | Джентиле III   | 1385—1399             | Теодора Салимбени                                                       | младший брат Родольфо II                                                             |
| Сеньор         | Родольфо III   | 1399—1424             | Елизавета Малатеста, Констанца Смедуччи                                 |                                                                                      |
| Сеньор         | Пьерджентиле   | 1424—1433             | Елизавета Малатеста                                                     |                                                                                      |
| Сеньор         | Джованни II    | 1424—1433             | Бартоломеа Смедуччи                                                     | совместно с Пьерджентиле                                                             |
| Сеньор         | Родольфо IV    | 1444—1464             | Камилла д’Эсте                                                          | 1434—1444, Да Варано изгнаны, провозглашена Республика Камерино                      |
| Сеньор         | Джулио Чезаре  | 1444—1502             | Джованна Малатеста                                                      | вместе с Родольфо IV                                                                 |
| Сеньор         | Венанцио       | 1502—1502             | Мария дела Ровере                                                       | Камерино захватил Чезаре Борджа                                                      |
| Сеньор, герцог | Джованни Мария | 1502; 1504—1515 —1527 | Катерина Чибо герцогиня-регент(1527—1535)                               | с 1515 герцогство                                                                    |
| Герцогиня      | Джулия         | 1527—1539             | Гвидобальдо II делла Ровере, герцог Урбино, герцог Камерино (1534—1539) | в 1539 папа Павел III передал герцогство Камерино своему племяннику Оттавио Фарнезе. |

## Персоналия
- Нуччо, племянник Берардо, погиб в 1322 году при осаде Реканати[20].
- Берардо II, синьор Толентино, умер в 1420 году[21].
- Берардо III, сын Родольфо IV, убит в июле 1434 года[22].
- Джованни III, умер в 1456 году[23].
- Аннибале, внебрачный сын Джулио Чезаре, погиб в феврале 1503 года в заключении[24].
- Венанцио, сын Джулио Чезаре, погиб в феврале 1503 года в заключении[25].
- Камилла, внебрачная дочь Джулио Чезаре, монахиня-клариссинка и аббатиса, католическая святая.
- Маттиа, сын Эрколе, в 1527—1528 годах боролся с Катериной Чибо за власть в Камерино, в 1551 году умер в Ферраре[26].